# بخش بردخون
بخش بُردِخون یکی از بخش‌های شهرستان دیر و منطقه دشتی در استان بوشهر در جنوب کشور ایران است. مرکز بخش بردخون شهر بردخون (بردخون نو) است. از دو دهستان بردخون و آبکش با ۱۸ روستا تشکیل شده است.

## جایگاه

### موقعیت
بخش بردخون در جنوب غربی استان بوشهر قرار دارد. از مشرق و جنوب شرقی با بخش مرکزی شهرستان دیر، و از شمال و شمال شرقی با بخش کاکی شهرستان دشتی همجوار می‌باشد. در غرب و جنوب تا روستای کورک – آخرین روستای تابع جنوبی آن – در همسایگی خلیج فارس، گوش به نجوای موج‌ها سپرده‌است. این بخش تابع شهرستان دیر می‌باشد.
رودخانه مند از مرز شمالی آن می‌گذرد و به خلیج فارس می‌ریزد تا «خور زیارت» را تشکیل دهد. چهار خور معروف «خور منجو»، «خور خان»، «خور تهمادو» و «خور گرم» محل اصلی برای صید صیادان می‌باشد که با حدود ۲۰۰ فروند قایق مشغول امرار معاشند.

## شاخص‌ها
- منطقه حفاظت شده مند به‌طور کل در این بخش در جنوب رودخانه مند و حاشیه خلیج فارس تا امتداد جاده بین شهری می‌باشد. در این منطقه تعداد بسیاری آهو و دیگر گونه‌های جانوری و  و دیگر گونه‌های گیاهی موجود است.
- پارک ملی دریایی نخیلو اکوسیستم خشکی - آبی دارد، سواحل (درختان حرا) و جزایر چهارگانه را پوشش می دهد و گونه نادر لاک‌پشت نوک عقابی در جزایر آن به‌سر می برد و انواع پرندگان دریایی از قبیل حواصیل، پرستوهای دریایی و … در این محدوده به سر می‌برند. جزیره نخیلو به بهشت پرندگان معروف است.
- رودخانه مند از رودخانه‌های طویل ایران است که از استان فارس سرچشمه می‌گیرد و در مرز بخش بردخون با بخش کاکی شهرستان دشتی به خلیج فارس می‌ریزد.
- میدان گازی پارس شمالی مشترکاً در بخش بردخون و بخش کاکی شهرستان دشتی می‌باشد؛ و مانند پارس جنوبی در عسلویه دارای ذخایر عظیم گاز می‌باشد.
- امیر دیوان لقب امامزاده شاه فرج‌الله رکنی الحسینی است که در دامنه کوه درنگ با بیش از هزار متر ارتفاع که از شمال به جنوب کشیده شده‌است و مرز شرقی بخش بحساب می‌آید. از نقاط زیارتی و دیدنی است که کوه و منطقه مورد نظر هم امیر دیوان نام گرفته‌اند.

## شخصیت‌ها
- علمای نامی بردخون: بردخون در یکی دو سده قبل حوزه علمیه داشته و از بزرگانی چون شیخ عبدالنبی بحرانی، سید علی رکنی حسینی، شیخ علی بحرانی و سید اسدالله رکنی حسینی می‌توان نام برد. حتی بعضی از شاعران و بزرگان دشتی از جمله فایز دشتی و ملاحسن کبگانی نیز برهه‌ای از عمرشان در بردخون کسب علم نموده‌اند.
- آیت الله شیخ عبدالنبی بحرانی بردخونی دشتی عالم مجتهد و مؤسس مدارس علوم دینی در بردخون و بلاد دشتی.
- آیت الله سید هاشم حسینی بوشهری فرزند مرحوم حاج سید محمد، عضو جامعه مدرسین و شورای عالی حوزه علمیه قم، امام جمعه موقت قم و نماینده استان بوشهر در مجلس خبرگان.
- آیت‌الله حاج سید احمد رکنی حسینی از عالمان صاحب رأی و نظر و اجتهاد و از فضلای حوزه علمیه قم و تحصیل کرده حوزه علمیه نجف اشرف.
- سید عبدالهادی رکنی حسینی از استادان حوزه علمیه قم و امام جمعه شهرستان گناوه
- مفتون بردخونی، سید بهمنیار حسینی از دوبیتی سرایان شهیر جنوب.
- خالو حسین بردخونی همرزم رئیسعلی دلواری.
- سردار شهید یوسف بردستانی از سرداران نامی دفاع مقدس.
- دکتر مجید عابدی شاعر و نویسنده نامی کشوری
- دکتر حسن دانایی فرد دانشمند مطرح کشوری در حوزه اقتصاد

## تقسیمات کشوری
- بخش بردخون
  - دهستان بردخون
  - دهستان آبکش

مرکز بخش: شهر بردخون

### روستاها به تفکیک دهستان
دهستان بردخون:
بردخون کهنه - دمی‌گز جنوبی - دمی‌گز شمالی (دوپلنگو) - زیدون - سجادیه (احشام کهنه) - شیبرم - کالو - کمال‌احمدی - گزخون - نرکو - مل‌سوخته - حاج‌محمدی - کورک - مل‌گنزه.
دهستان آبکش:
آبکش - احشام محمداحمدی - شهنیاء - کناری - مغدان - وحدت‌آباد.

### موقعیت و فواصل شهر و روستاهای بخش بردخون
- از بردخون «به شمال شرق» ۲کیلومتر ← سجادیه
- از بردخون «مستقیم به شمال غرب» ۱۰کم ← برید
- از بردخون «به جنوب غرب» ۳٫۵کم ← بردخون کهنه «به جنوب شرق» ۶٫۵کم ← شیبرم ۳کم ← زیدون ۲٫۵کم ← مل‌سوخته ۲کم ← گزخون ۲٫۵کم ← نرکو ۳کم (میرزاحبیب) ← دروداحمد ۵کم (نودرار) ← مل‌گنزه ۲٫۵کم (حاج‌محمدی - اشکوری - چاه‌پهن) ← کالو «به شرق» ۲کم ← دوپلنگو ۱کم ← دمی‌گز ۱کم ← کمال‌احمدی ۲کم ← مل‌کوری ۱کم ← کورک ۱۹کم ← بندر دیر (=مرکز شهرستان).
- از بردخون «به شمال» ۷کم ← شهنیا «به شمال شرق» ۲٫۵کم ← مغدان ۲٫۵کم ← آبکش ۱کم ← وحدت‌آباد ۶٫۵کم ← کناری «به شرق» ۳٫۵کم ← سه‌راه بخش بردخون.
- از شهنیا «به شمال غرب» ۳٫۵کم ← پل رودخانه مند (=مرز بخش بردخون با شهرستان دشتی) ۵کم ← سه‌راه کردوان.
- بردخون کهنه «به غرب» ۹کم ← خور خان (=ساحل خلیج فارس)

## جمعیت
جمعیت بخش بردخون براساس سرشماری سال ۱۳۹۵ برابر با ۱۱٫۱۱۳ نفر است. دارای دو دهستان به نام‌های بردخون و آبکش می‌باشد.
شهر بردخون مرکز بخش بردخون، پرجمعیت‌ترین نقطه بخش ۵٫۳۳۳ نفر جمعیت دارد. روستاهای بخش بردخون که امروزه مسکونی اند به ترتیب جمعیت: شهنیاء - مغدان - آبکش - بردخون کهنه - وحدت آباد - کناری - سجادیه (احشام کهنه) - جاشک - دمی گز جنوبی - دمی گز شمالی (دوپلنگو) - مل سوخته - کالو - گزخون - زیدون - نرکو - کمال احمدی - شیبرم - حاج محمدی - کورک - مل گنزه.

### جمعیت تاریخی نقاط بخش بردخون
جمعیت تاریخی نقاط شهری و روستایی بخش بردخون طبق سرشماری‌های رسمی ایران از سال ۱۳۳۵ تا کنون:
| ∇روستاها (ب) | ۱۳۳۵  | ۱۳۴۵  | ۱۳۵۵  | ۱۳۶۵   | ۱۳۷۵ | ۱۳۸۵  | ۱۳۹۰  | ۱۳۹۵   | ملاحظات   |
| --- | ----- | ----- | ----- | ------ | ---- | ----- | ----- | ------ | --------- |
| اشکوری | ۰     | ۶۰    | ۴۳    | ۳۴     |      | -     | -     | ۰      |           |
| بردخون کهنه | -     | ۳۵۶   | ۳۶۱   | ۴۲۴    |      | ۵۷۹   | ۶۴۴   | ۸۲۶    |           |
| برید | ؟     | ۹۶    | ۷۹    | *      |      | -     | -     | ۳۹     |           |
| چاه‌پهن | ۸۴؟   | ۴۴    | ۷۶    | *      |      | -     | -     | ۰      |           |
| حاجی‌مهدی | -     | ۲۸    | ۲۰    | ۱۱     |      | *     | *     | *      |           |
| دروداحمد | -     | ۶۴    | ۰     | *      |      | -     | *     | ۰      |           |
| دمی‌گز | ۱۱۰   | ۱۲۵   | ۱۲۰   | ۵۴     |      | ۶۵    | ۸۲    | ۴۳     |           |
| دوپلنگو | -     | ۸۵    | ۱۳۱   | ۷۷     |      | ۵۵    | ۵۱    | ۳۳     |           |
| زیدون | ۱۶۴   | ۷۳    | ۸۵    | ۲۸     |      | ۱۸    | ۱۹    | *      |           |
| زیرود | ۱۱۰   | ۶۶    | ۳۲    | *      |      | -     | -     | ۰      |           |
| سجادیه | -     | -     | ۱۱۲   | ۱۳۱    |      | ۱۸۶   | ۲۱۰   | ۳۹۸    |           |
| شیبرم | -     | ۱۳۹   | ۱۴۴   | ۲۱     |      | ۳۱    | ۲۰    | ۱۸     |           |
| کالو | -     | ۴۷    | ۱۸    | ۲۰     |      | ۳۴    | ۲۹    | *      |           |
| کمال‌احمدی | ۲۸    | ۱۱۸   | ۵۸    | ۱۲     |      | ۱۹    | *     | ۰      |           |
| کورک | -     | ۱۳۷   | ۱۲۰   | ۲۹     |      | *     | *     | *      |           |
| گزخون | ۶۴    | ۸۹    | ۱۰۰   | ۷۵     |      | ۲۴    | *     | *      |           |
| مل‌کوری | -     | -     | ۸     | ۱۷     |      | -     | -     | ۰      |           |
| مل‌گنزه | -     | ۱۱۵   | ۹۶    | ۳۷     |      | *     | -     | ۰      |           |
| مل‌سوخته | -     | ۴۲    | ۶۹    | ۷۷     |      | ۶۲    | ۵۶    | ۳۰     |           |
| میرزاحبیب | -     | ۱۴    | ۰     | *      |      | -     | -     | ۰      |           |
| نرکو | ۸۶    | ۱۰۴   | ۳۶    | ۱۸     |      | ۲۱    | *     | *      |           |
| نودرار | -     | ۱۱    | ۰     | *      |      | -     | -     | ۰      |           |
| بردخون | ۱٫۴۷۰ | ۱٫۱۳۵ | ۱٫۲۵۱ | ۲٫۱۲۴  |      | ۴٫۳۰۰ | ۴٫۳۷۶ | ۵٫۳۳۳  |           |
| ∇روستاها (آ) | ۱۳۳۵  | ۱۳۴۵  | ۱۳۵۵  | ۱۳۶۵   | ۱۳۷۵ | ۱۳۸۵  | ۱۳۹۰  | ۱۳۹۵   |           |
| آبکش | -     | {۱۹۹} | {۳۰۴} | {۵۴۰}  |      | ۸۱۹   | ۸۵۵   | ۷۵۰    |           |
| احشام محمداحمدی | {۸۵۷} | -     | -     | -      |      | ۲۰۶   | -     | ۰      |           |
| برام‌حسن | -     | ۶۶    | ۰     | *      |      | -     | -     | ۰      |           |
| شهنیا | ۳۱۶   | ۳۳۷   | ۶۰۷   | ۱٫۰۶۴  |      | ۱٫۳۳۰ | ۱٫۸۱۶ | ۲٫۰۷۰  |           |
| کناری | {۱۷۶} | (۱۸۴) | {۲۷۷} | {۳۳۴}  |      | ۳۴۲   | ۲۹۴   | ۲۶۵    |           |
| مغدان | ۲۰۲   | ۲۸۸   | ۳۴۳   | ۵۴۰    |      | ۸۷۷   | ۸۷۰   | ۹۴۲    |           |
| وحدت‌آباد |       | -     | -     | -      |      | ۳۶۹   | ۳۸۷   | ۳۲۵    |           |
| دهستان بردخون | ؟     | ۴٫۱۳۰ | ۴٫۵۹۴ | ۴٫۸۰۳  |      | ۱٫۱۱۵ | ۱٫۱۶۰ | ۱٫۴۲۸  |           |
| دهستان آبکش | -     | -     | -     | -      |      | ۳٫۹۵۴ | ۴٫۲۲۲ | ۴٫۳۵۲  |           |
| دهستان کبگان | -     | -     | -     | ۷٫۲۴۱  |      | -     | -     | -      |           |
| بخش بردخون | -     | -     | -     | ۱۲٫۱۴۴ |      | ۹٫۳۶۹ | ۹٫۷۵۸ | ۱۱٫۱۱۳ |           |
| منابع ⇐ | ۱۳۳۵  | ۱۳۴۵  | ۱۳۵۵  | ۱۳۶۵   | ۱۳۷۵ | ۱۳۸۵  | ۱۳۹۰  | ۱۳۹۵   | آمارایران |
| روستاهای (آ): در محدودهٔ فعلی دهستان آبکش (با مرکزیت آبکش) روستاهای (ب): در محدودهٔ فعلی دهستان بردخون (با مرکزیت بردخون) آمار روستاهایی که زمانی خارج از دهستان یا بخش بردخون بوده‌اند به‌صورت {عدد} قرار دارند. روستاهای اشکو - مجمبو - غذاخوری زائری، معمولاً خالی از سکنه نیز در دوره‌هایی از توابع بخش یا دهستان بردخون بوده‌اند. * روستاهای کمتر از سه خانوار بردخون و تقسیمات کشوری: سرشماری ۱۳۳۵ - «بردخون، دهستانی از حوزه سرشماری دشتی و دشتستان در استان فارس و بنادر (ایران)». تعداد دقیق روستاها و جمعیت دهستان بردخون نامعلوم. سرشماری ۱۳۴۵ - «بردخون، دهستانی تابع بخش کاکی از شهرستان بندر بوشهر در فرمانداری کل بنادر و جزایر خلیج فارس». محدودهٔ دهستان بردخون: از روستای مغدان تا اولی جنوبی. هفت روستای (اولی سفلی ۸۲ نفر - اولی علیا ۷۵ نفر - بطانه ۱۲۵ نفر - بی‌بی‌خاتون ۱۱۶ نفر - جبرانی بالا ۹۲ نفر - جبرانی پایین ۵۹ نفر - گزنگ ۷۹) با جمعیت جمعاً ۶۲۸ نفر از توابع دهستان فعلی حومه دیّر نیز جزء دهستان بردخون بوده‌است. (دهستان بردخون: ۳۱ روستا) سرشماری ۱۳۵۵ - «بردخون، دهستانی تابع بخش کاکی از شهرستان بوشهر در استان بوشهر». محدودهٔ دهستان بردخون از روستای مغدان تا اولی جنوبی. پنج روستای (اولی ۱۹۷ نفر - بطانه ۷۴ نفر - بی‌بی‌خاتون ۸۸ نفر - جبرانی ۱۷۳ نفر - گزنگ ۱۵۳ نفر) با جمعیت ۶۸۵ نفر از توابع دهستان فعلی حومه دیّر نیز جزء دهستان بردخون بوده‌است. (دهستان بردخون: ۲۷ روستا) سرشماری ۱۳۶۵ - «بخش بردخون، با دو دهستان در شهرستان دیر از استان بوشهر». بخش بردخون با مرکز بردخون در سال ۱۳۵۹ ایجاد شد. محدودهٔ دهستان بردخون از روستای مغدان تا کورک با ۲۶ روستا «جدول بالا». دهستان کبگان نیز با ۱۴ روستای (بالنگستان - برمصاد - بریکان - چاه‌حسین‌جمال - زیارت - زیراهک - شرکت نفت - شیخیان - کبگان - کردوان سفلی - کردوان علیا - کلبیا - لاور ساحلی - مرده‌شوری) با جمعیت ۷٫۲۴۱ نفر تابع بخش بردخون بوده‌است. (بخش بردخون: ۴۰ روستا) سرشماری ۱۳۷۵ - اطلاعی در دست نیست. سرشماری ۱۳۸۵ - «بخش بردخون، با دو دهستان در شهرستان دیر از استان بوشهر». محدودهٔ بخش بردخون از روستای کناری تا کورک. از سال ۱۳۷۹ بردخون به شهر تبدیل شده‌است. دهستان آبکش با ۵ روستای (آبکش - احشام محمداحمدی - شهنیا - کناری - مغدان - وحدت‌آباد) تابع بخش بردخون ایجاد شد. دهستان بردخون با ۱۴ روستای «مابقی جدول» (بخش بردخون: شهر بردخون و ۲۰ روستا) سرشماری ۱۳۹۰ - «بخش بردخون، با دو دهستان در شهرستان دیر از استان بوشهر». (بخش بردخون با محدوده و تقسیمات سابق: شهر بردخون و ۱۹ روستا) سرشماری ۱۳۹۵ - «بخش بردخون، با دو دهستان در شهرستان دیر از استان بوشهر». (بخش بردخون با محدوده و تقسیمات سابق: شهر بردخون و ۱۸ روستا) |       |       |       |        |      |       |       |        |           |

## نقاط گردشگری
- سواحل بکر خلیج فارس در غرب منطقه و اسکله خور خان
- حاشیه رودخانه مند و مناطق برید و زیررود
- روستای گردشگری سجادیه، مزارع کشاورزی، جنگل گز و کهور و مناظر ماسه بادی تا منتهای الیه روستای کناری
- روستای ساحلی بوم‌گردی کالو
- منطقه حفاظت شده مند
- پارک ملی دریایی نخیلو و جنگل حرّا (شمالی ترین جنگل حرای طبیعی جهان)
- گنبد نمکی جاشک
- منطقه سیاحتی زیارتی امیر دیوان
- اثر باستانی قلعه زندان و دیگر قلعه های دامنه کوه درنگ
- رودخانه های فصلی، سدهای آبی و مراتع سنلاخی دوحه دامنه کوه درنگ
- بوستان شهدای گمنام (بردخون. اول خیابان مفتون)

### امامزاده‌ها
اسامی تعدادی از امامزاده‌های بخش بردخون:
- ۱ – شاه فرج‌الله (امیر دیوان) - روستای آبکش، کوه درنگ
- ۲ – سید علی‌اکبر - شهر بردخون، گلزار شهدا
- ۳ – میر کمال الدین - شهر بردخون، گلزار شهدا
- ۴ – حاج سیدقاسمعلی - شهر بردخون، جنوب غربی بردخون
- ۵ – بی بی زینب - شهر بردخون، گلزار شهدا
- ۶ – حاج سید محمّد حسینی - شهر بردخون، گلزار شهدا
- ۷ – شاهزاده محمّد - روستای شهنیا
- ۸ – پیر سبز - روستای آبکش
- ۹ – پیر حمزه - روستای آبکش
- ۱۰ – مقبره سید شهریار - روستای آبکش
- ۱۱ – مقبره سید جواد - روستای آبکش
- ۱۲ – پیر مراد - روستای وحدت آباد
- ۱۳ – شاهزاده محم - روستای کناری
- ۱۴ – شاهزاده محمّد - روستای بردخون کهنه
- ۱۵ – شاه پیر خیر - روستای بردخون کهنه